# Shigeharu Ueki
Shigeharu Ueki (植木 繁晴?, Ueki Shigeharu; Kawasaki, 13 settembre 1954 – Maebashi, 11 aprile 2024) è stato un calciatore e allenatore di calcio giapponese, di ruolo attaccante.

## Biografia
Shigeharu Ueki nacque a Kawasaki, nella prefettura di Kanagawa, il 13 settembre 1954.
Dopo essersi diplomato alla Kanagawa Prefectural Shinshiro High School e alla Università Nihon, nel 1977 entrò a far parte della Fujita Industries (divenuta poi Shonan Bellmare) della Japan Soccer League (JSL). Contribuì alla vittoria di tre campionati JSL e di due Coppe dell'Imperatore da parte della Fujita Industries.
Dopo essersi ritirato dall'attività agonistica nel 1987, lavorò come allenatore per la Fujita Industries e come manager satellite per la Bellmare Hiratsuka, che cambiò nome da Fujita nel tentativo di unirsi alla J-League; nel 1995 ricoprì il ruolo di manager ad interim. Nello stesso anno vinse la Coppa dei Campioni d'Asia e a dicembre venne nominato Allenatore asiatico del mese. A metà del 1996, in seguito alle dimissioni del suo predecessore Toninho Moura, divenne allenatore del Bellmare Hiratsuka, incarico che mantenne fino al 1998. Fu Ueki a convincere Nakata Hidetoshi, al suo secondo anno da professionista e all'epoca di ruolo attaccante, a giocare come centrocampista offensivo.
Dal 1999 al 2000 fu manager del Montedio Yamagata, ma non riuscì a ottenere risultati degni di nota. Nel 2004 fu allenatore del Thespa Kusatsu, allora nella JFL, e aiutò la squadra a raggiungere l'obiettivo di entrare nella J.League classificandosi al terzo posto. Nel 2005 divenne vicedirettore generale del Kusatsu, ma tornò come allenatore nel 2006. Inoltre, in seguito alla scomparsa improvvisa del presidente e direttore generale Tadao Ōnishi, assunse il ruolo di direttore generale a metà stagione. Gradualmente instillò un atteggiamento professionale nella squadra, che ottenne solo cinque vittorie nel suo primo anno in J League, e riuscì a rafforzarla progressivamente, portandola a essere coinvolta nella corsa alla promozione in J1 fino a metà stagione del 2008, il loro terzo anno nel campionato. Alla fine dell'anno si ritirò dal suo incarico di allenatore del Kusatsu.
Nel 2009 divenne direttore e direttore generale di Thespa Kusatsu. Fu Direttore Rappresentante e Direttore Generale da aprile 2011. Ricoprì tale incarico fino a febbraio 2014.
Nel 2014 divenne l'allenatore capo della squadra di calcio dell'Università di Jobu.
Morì l'11 aprile 2024 a Maebashi, nella prefettura di Gunma, all'età di 69 anni dopo essere stato ricoverato in ospedale a causa di una polmonite da COVID-19.

## Statistiche

### Presenze e reti nei club
| Stagione | Squadra             | Campionato | Campionato | Campionato |
| Stagione | Squadra             | Comp       | Pres       | Reti       |
| -------- | ------------------- | ---------- | ---------- | ---------- |
| 1977     | Fujita Kogyo/Fujita | JSL1       | 11         | ?          |
| 1978     | Fujita Kogyo/Fujita | JSL1       | ?          | ?          |
| 1979     | Fujita Kogyo/Fujita | JSL1       | 16         | ?          |
| 1980     | Fujita Kogyo/Fujita | JSL1       | ?          | ?          |
| 1981     | Fujita Kogyo/Fujita | JSL1       | 14         | ?          |
| 1982     | Fujita Kogyo/Fujita | JSL1       | ?          | ?          |
| 1983     | Fujita Kogyo/Fujita | JSL1       | ?          | ?          |
| 1984     | Fujita Kogyo/Fujita | JSL1       | ?          | ?          |
| 1985-86  | Fujita Kogyo/Fujita | JSL1       | 21         | 1          |
| 1986-87  | Fujita Kogyo/Fujita | JSL1       | 14         | 0          |
| 1987-88  | Fujita Kogyo/Fujita | JSL1       | 0          | 0          |
|          | Totale              |            | 144        | 16         |

## Palmarès

### Calciatore
- Japan Soccer League: 3

1977, 1979, 1981
- Coppa dell'Imperatore: 2

1977, 1979

### Allenatore
- Coppa delle Coppe dell'AFC: 1

1995-96